# Olios guineibius
Olios guineibius är en spindelart som beskrevs av Embrik Strand 1911. Olios guineibius ingår i släktet Olios och familjen jättekrabbspindlar. Inga underarter finns listade i Catalogue of Life.